# Vlachovice (okres Zlín)
Obec Vlachovice se nachází v okrese Zlín ve Zlínském kraji, v údolí říčky Vláry, něco přes 5 km zjz. od Valašských Klobouk a 23 km na vjv. od Zlína. Žije zde přibližně 1 500 obyvatel.

## Historie
Vlachovice patří k nejstarším obcím v okrese Zlín. Poprvé se připomínají k roku 1261 v zakládací listině kláštera cisterciáků ve Vizovicích (Vrbětice se poprvé připomínají k roku 1318). Vlachovice vlastnil starobylý svobodný rod Vlachovských z Vlachovic, po nichž zůstaly v obci zbytky panského dvora a vodní tvrze „Kaštýl“, která byla posledním sídlem rodu. Zanikla po nájezdech uherských povstalců v letech 1703–1709. Jako první z Vlachovských z Vlachovic se připomíná Víšek k roku 1333 v tzv. Velehradském kodexu.
Kolem roku 1548 byly Vlachovice se vším zbožím prodány mladšímu Podstatskému z Prusinovic, který vymohl u císaře Ferdinanda I. v roce 1556 povýšení na městečko. Výsadní listina je datována někdy před sv. Vavřincem (10. srpen) a uděluje obci znak, pořádání výročních trhů, které se dochovaly až do roku 1948, a usazování řemeslníků v obci. Znakové privilegium z roku 1556 používá obec ve svém znaku dodnes a je znázorněno i na obecním praporu.
Vrbětice nikdy nesdílely ve své historii osudy Vlachovic a poddanské poměry zde byly velmi mírné. Obec patřila k hošťálkovskému panství a kromě nejnutnějších prací lesních nikdy nerobotovala. K roku 1620 se připomíná v pozemkové knize první vrbětický fojt, jehož fojtství bylo dědičné.
Nad Vlachovicemi v trati „Ďulův kopec“ bylo objeveno pohřebiště lidu popelnicových polí lužické a slezské kultury. Při rozsáhlých archeologických výzkumech bylo vykopáno velké množství popelnic i užitných nádob. Nálezovou zvláštností je objevení rituálních nádob, ojedinělých svými tvary. Nádoby nemají na Moravě obdoby. Bylo zde rovněž nalezeno množství nástrojů paleolitických lovců.

## Současnost
Nad obcí je připravována výstavba vodárenské nádrže Vlachovice. V říjnu a prosinci 2014 došlo k výbuchům dvou muničních skladů ve Vlachovicích-Vrběticích.

## Pamětihodnosti
- Kostel svatého Michaela archanděla
- Panský dvůr [5]
- Pohřebiště lidu popelnicových polí na Ďulově kopci [5]
- Roubená dřevěná zvonice z poloviny 19. století [5]
- Socha svatého Floriána
- Tvrz Vlachovice

## Části obce
- Vlachovice
- Vrbětice

## Významné osobnosti
- Vladimír Čermák (1901–1942), katolický kněz, oběť nacismu
- Augustin Kovařík (1868–1920), katolický kněz a obrozenec, sloužil v Rakousku, oběť persekuce
- Věra Řasová (* 1959), pedagožka, autorka metodických materiálů (matematika, přírodní vědy)[6]
- Thom Artway (* 1993), hudebník a busker

## Galerie

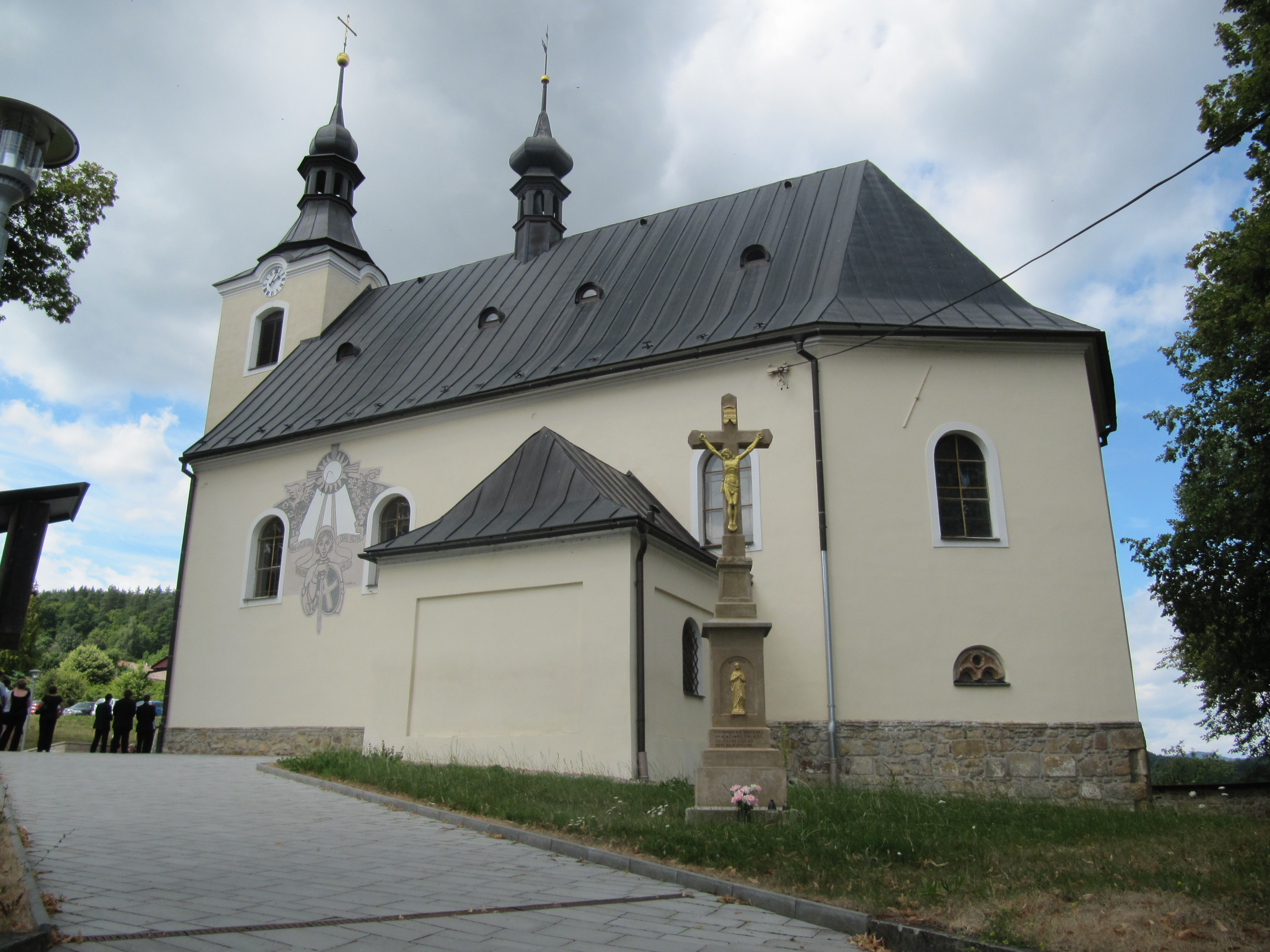
Kostel svatého Michaela archanděla
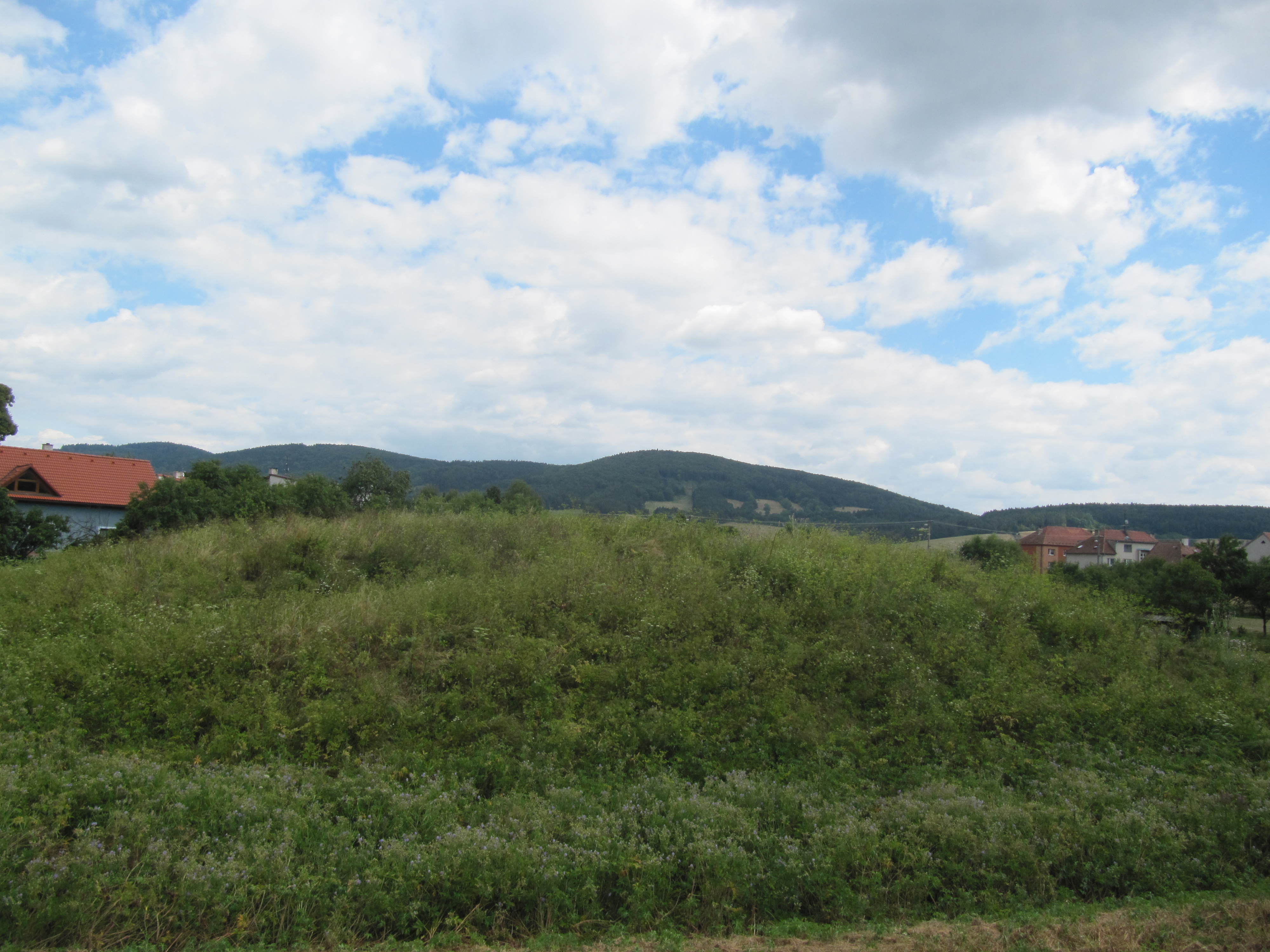
Archeologické stopy vodní tvrze zvané Kaštýl
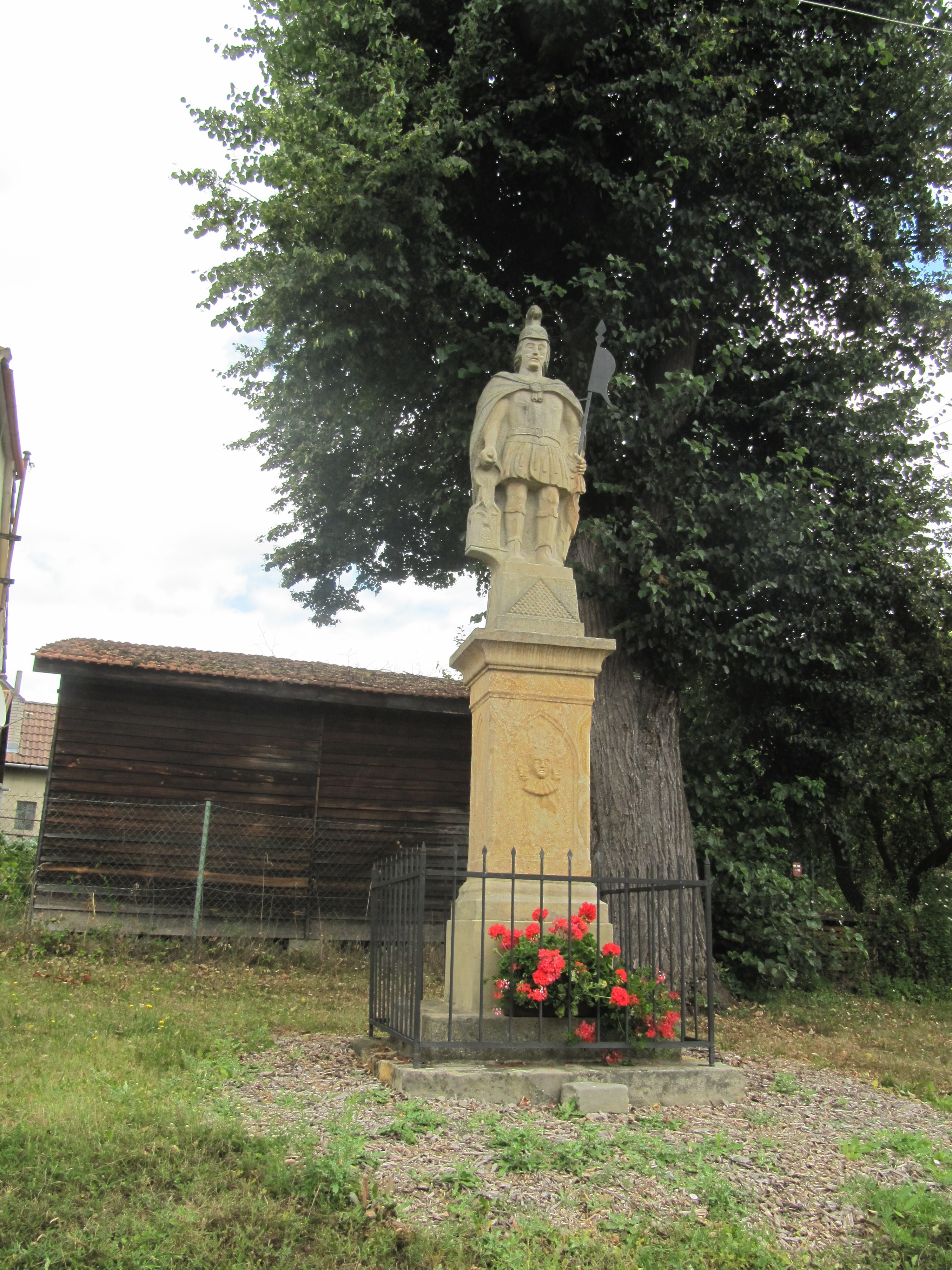
Socha svatého Floriána
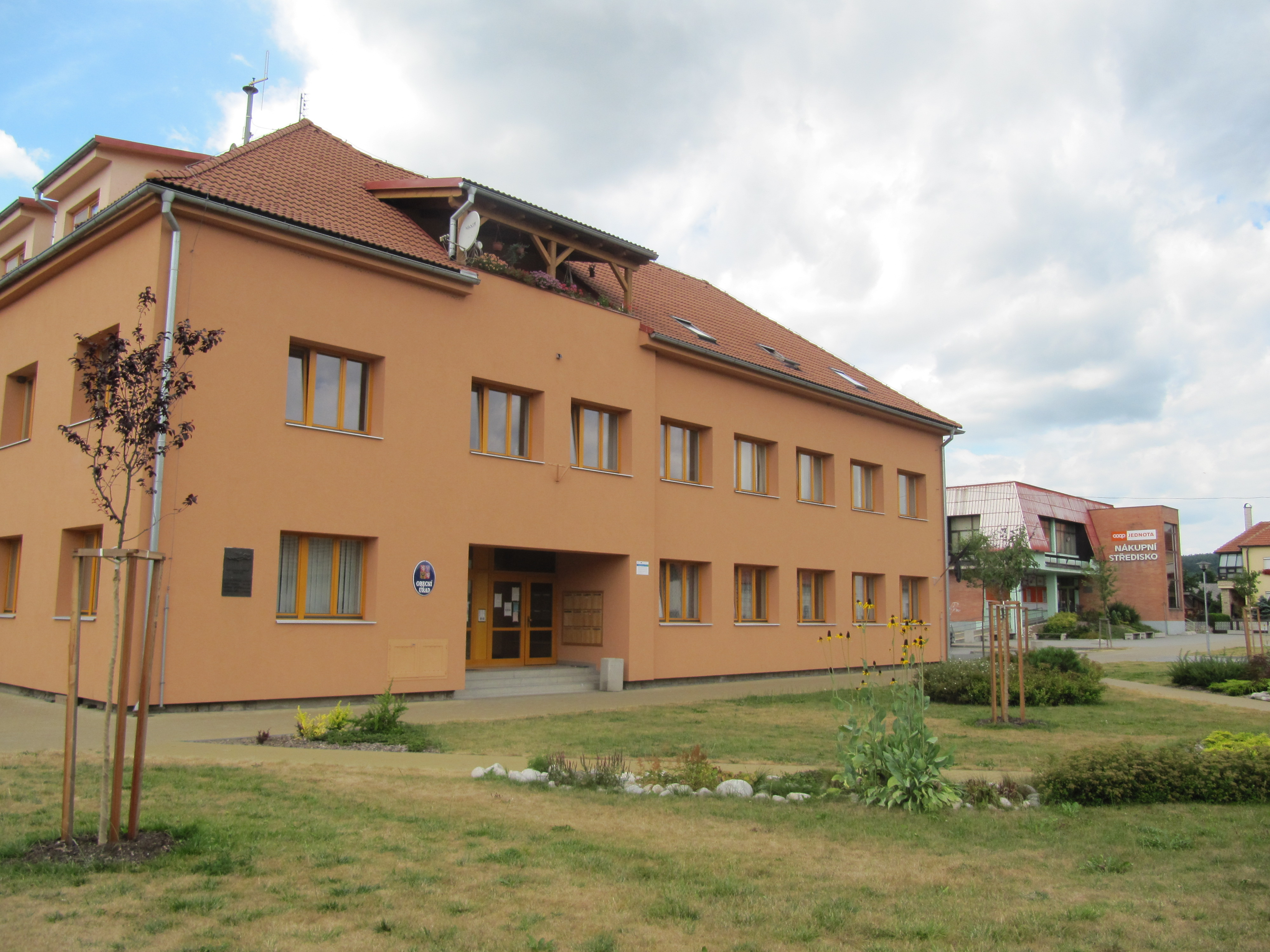
Obecní úřad
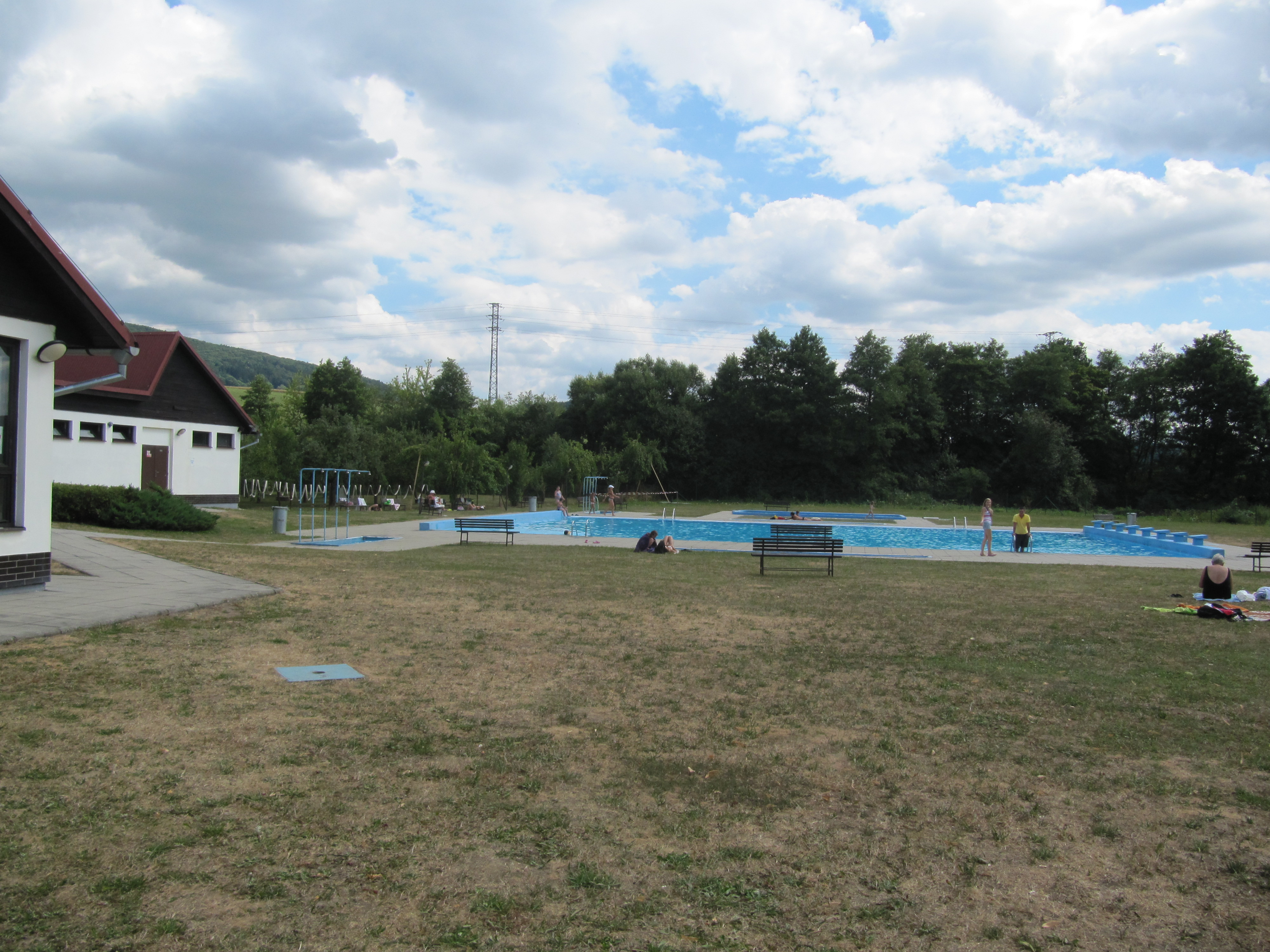
Koupaliště